# 25 Years Together
25 Years Together är en jubileumskonsert med The Beach Boys som hölls i december 1986 och visades i TV den 13 mars 1987. Konserten finns även tillgänglig på DVD.

## Bakgrund
Beach Boys hade funnits som band i 25 år 1986, och det ville medlemmarna fira genom att hålla en konsert och spela de stora hitsen de haft genom åren. Konserten hölls på en strand på Waikīkī, Hawaii. Beach Boys hade även bjudit in en lång rad gästartister som medverkade. Skådespelaren Patrick Duffy (från TV-serien Dallas) var konferencier. 
Trummisen Dennis Wilson dog år 1983 och kunde därför inte medverka under konserten.

## Låtar
Här följer exempel på låtar som framfördes under konserten (det är ingen komplett lista):
- Barbara Anne
- Rock N Roll Music
- Good Vibrations
- Disney Girls
- Wouldn't It Be Nice
- God Only Knows
- California Girls
- Sail On, Sailor
- Do It Again
- I Can Hear Music
- Be True To Your School

## Beach Boys-uppsättning
Följande uppsättning av Beach Boys höll konserten:
- Brian Wilson
- Carl Wilson
- Mike Love
- Al Jardine
- Bruce Johnston

## Gästartister
Följande gästartister medverkade under konserten:
- Ray Charles
- Glen Campbell
- Belinda Carlisle
- The Everly Brothers
- The Fabulous Thunderbirds
- Gloria Loring
- Jeffrey Osborne
- Joe Piscopo
- Paul Shaffer
- Three Dog Night